# اباضیه

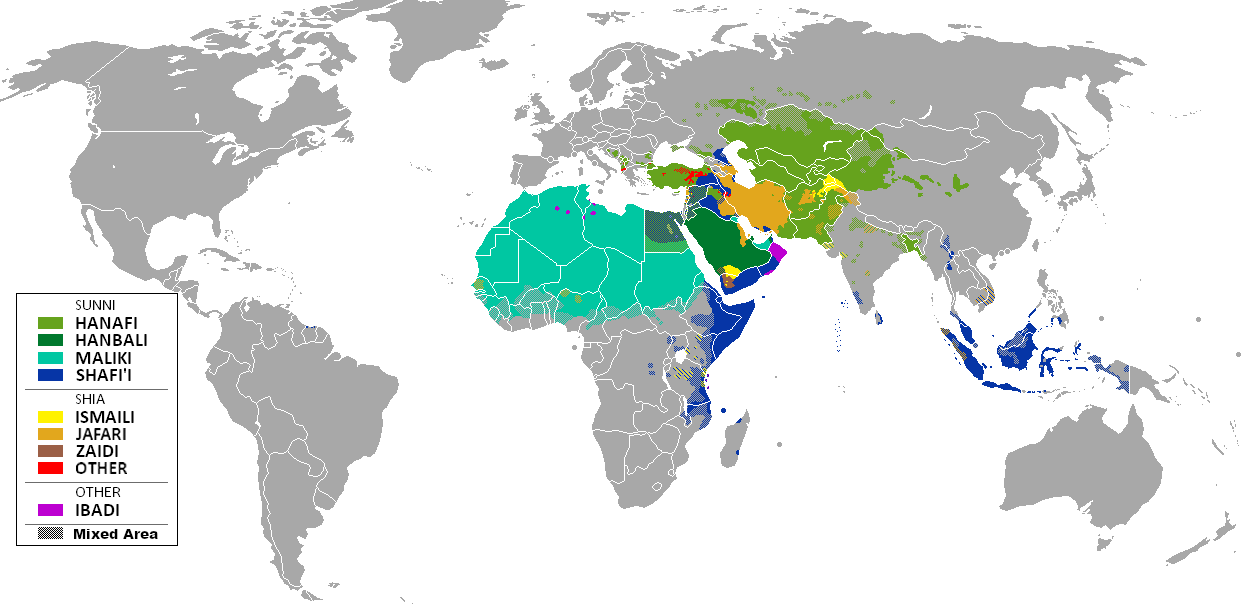
اباضیه عمدتاً در عمان، زنگبار، تونس، الجزایر و لیبی ساکنند.

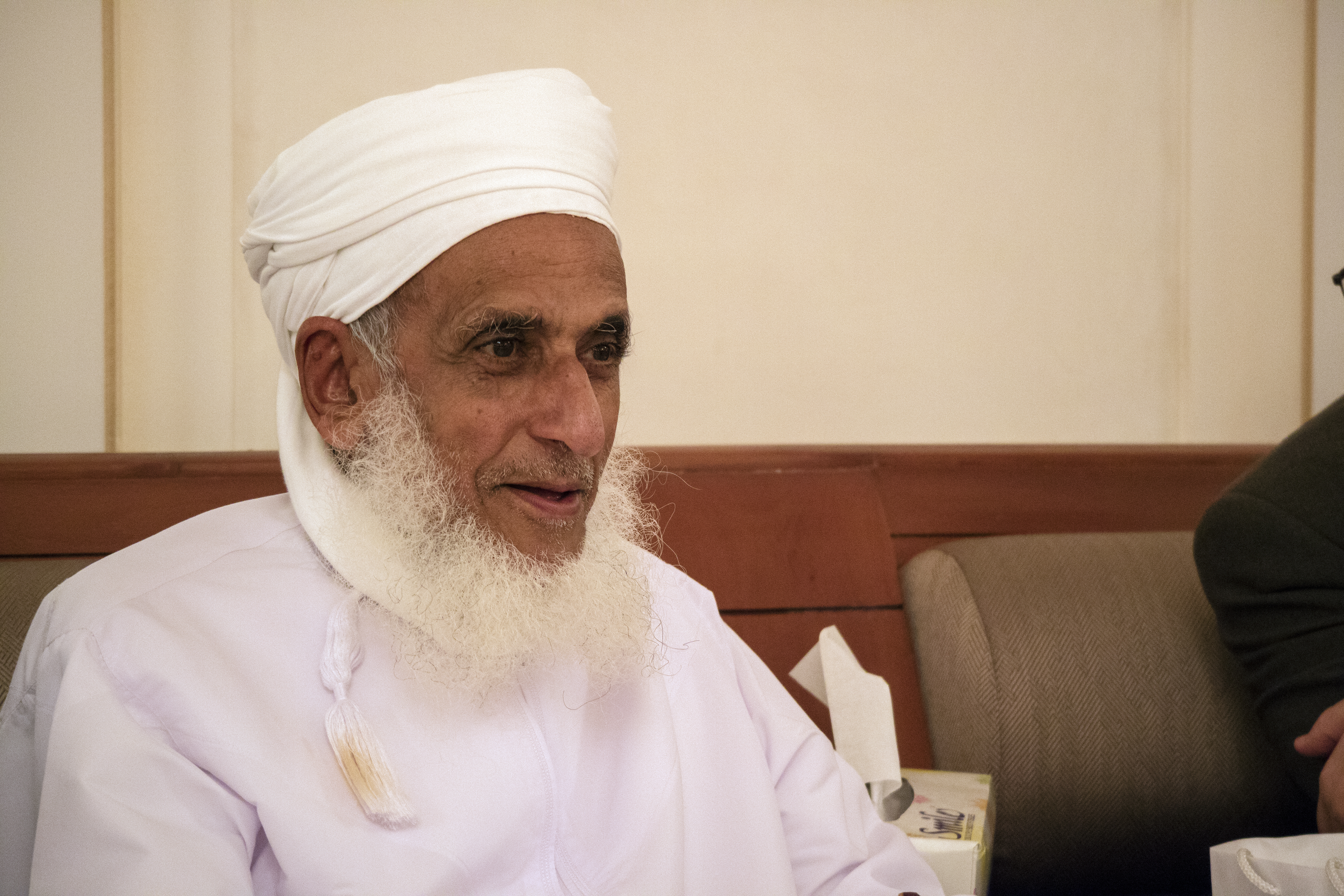
شیخ احمد بن حمد بن سلیمان الخلیلی مفتی اباضیه در کشور عمان

اباضیه یا اباضی‌گری یکی از مذاهب اسلام است که برخی معتقدند از جریان خوارج نشأت گرفته‌است. گفته شده این فرقه از کهن‌ترین مذاهب اسلامی و تنها گروه باقی‌مانده از خوارج است.
نام این مکتب از نام عبدالله بن اباض تمیمی نخستین پیشوای آن گرفته شده‌است.
اباضیه که هم از تسنن و هم از تشیع جداست هرچند از نظر شمار پیروان در مقایسه با سنیان و شیعیان گروه کوچکی به حساب می‌آید، اما از نظر تاریخی جریانی بسیار مهم است. امروزه اباضیان بیشتر در شمال آفریقا، شرق آفریقا (به‌ویژه جزیره زنگبار) و عمان سکونت دارند. عمان تنها کشور مسلمانی است که کیش اباضی در آن مذهب اکثریت است، پادشاه آن نیز این مذهب را دارد و بر پایه داده‌های کتاب واقعیت‌های جهان سیا حدود ۷۵٪ جمعیت آن اباضی مذهب به‌شمار می‌روند. البته در گذشته اباضیان در پهنه بسیار گسترده‌تری (حتی در اندلس) می‌زیستند.
اباضیه مذهب خود را الدعوه، مذهب الحق، فرقه المحقه و فرقه الناجیه می‌خوانند و آن را کهن‌ترین مذهب اسلامی، نزدیک‌ترین مذهب به عصر نبوّت و نزدیک‌ترین مذهب به روح اسلام می‌دانند. اباضیه میانه‌روتر از دیگر گروه‌های خوارج به‌شمار می‌روند. 
آنان بر این عقیده‌اند که نمی‌توان به کسی مؤمن یا کافر گفت، چرا که وحی منقطع شد؛ و ابوبکر و عمر از دنیا رفته‌اند و امروز کسی نیست که حقایق را بیان کند و کافر را از مؤمن تمیز دهد. بدان جهت ما به کسی نمی‌گوییم که او مؤمن است یا کافر.
اباضیان انتساب خود را به خوارج انکار کرده و مورخین برجستهٔ اباضی همچون برّادی در جواهر المُنْتَقات و شماخی در کتاب السیر، تاریخ پیدایش این فرقه را به زمان خلافت عثمان می‌رسانند و آن را قدیم‌تر از خروج خوارج می‌شمارند. البته اصطلاح خوارج نزد اباضیه به کسانی که بر علی بن ابی‌طالب شوریدند گفته نمی‌شود بلکه خوارج را کسانی می‌دانند که از اسلام خارج شوند، و معتقدند خروج از اسلام یا با انکار یکی از احکام ثابت و قطعی دین یا با عمل به آنچه قطعاً خلاف نصوص احکام دینی است، محقق می‌شود.

## ادعای قرابت عقیدتی به اهل سنت و جماعت
برخی عقاید اباضیه را نزدیک به اهل‌سنت توصیف کرده‌اند که البته ادعایی غلط و غیردقیق است. دراین‌باره مصادیق زیادی قابل ذکر است، ازجمله:
- مرتکب گناهان کبیره کافر بوده و بدون توبه امکان ورود به بهشت را ندارد. اباضیه بر چنین شخصی لفظ «کافر» اطلاق می‌کنند با تأکید بر اینکه نه کفر ملت بلکه کفر نعمت است. ولی اهل سنت و جماعت کلمۀ «عاصی» یا «فاسق» را به کار می‌برند و معتقدند که اگر شخص در حال فسق و عصیان بمیرد و توبه نکرده باشد؛ اگر مورد بخشش خداوند قرار نگیرد حداقل تا هنگام پاکی از گناه در آتش جهنم عذاب می‌کشد.

- با استدلالات خود از آیۀ قرآنی «لاتدرکه الأبصار»، به ملاقات الله در آخرت معتقد نیستند.
- بعضی موارد اخروی نظیر ترازوی اعمال و پل صراط و... را مجازی تأویل می‌کنند.
- صفات الهی را تأویل و بعضاً تعطیل می‌کنند.
- قرآن نزد آنان مخلوق است، در این مورد از مذهب معتزله متأثر بوده‌اند.

- کلمۀ توحید را می‌خوانند و به اسلام معترف هستند، ولی در سلوک و عبادت ملتزم به اسلام نیستند. آن‌ها مشرک نیستند زیرا به توحید و یکتایی خداوند اقرار دارند، در عین حال مؤمن نیز نیستند، چون به آنچه ‏ایمان تقاضا دارد ملتزم نیستند، لذا به‌دلیل اقرار بر توحید در احکام دنیا با مسلمانان هستند و در ‏احکام آخرت، به‌خاطر عدم وفا بر ایمان و مخالفت با آنچه توحید تقاضا کرده در معیت مشرکان هستند.

- عقیده دارند که مخالفانشان از اهل قبله، کافر هستند نه مشرک، عروسی و مناکحه با آنان جائز است، میراث ‏بردن میراث دادن به آنها حلال است، غنیمت اموال شان از قبیل سلاح، اسب و اسباب جنگی درست بوده، ‏و غنیمت اشیاء دیگرشان حرام است.
- منکر شفاعت برای گناهکاران موحد در قیامت هستند.
- افعال انسان را خداوند خلق کرده، و خود انسان کسب نموده است، دراین مسئله آنان موقف وسطی میان قدریه ‏و جبربه اتخاذ نموده‌اند و با عقیدۀ اهل سنت موافقند. صفات خداوند زیاده بر ذات خداوند نیست بلکه عین ذات خداوند هستند، در این مسئله آنان با عقیدۀ اهل سنت موافقند.

## نخستین پیشوایان اباضی
- جابر بن زید تمیمی.
- عبدالله بن اباض
- ابوعبیده مسلم بن ابی کریمه
- ربیع بن حبیب فراهیدی
- ابو بلال مرداس بن حدیر

## پیشوایان دولت رستمی
- عبدالرحمن بن رستم
- افلح بن عبدالوهاب

## بزرگان اباضی‌گری
- شیخ علی یحی معمر
- دکتر عمرو خلیفه نامی
- شیخ ابراهیم بیوض
- شیخ ابوالیقضان ابراهیم
- مجاهد سلیمان بارونی
- شیخ احمد خلیلی
- شیخ ابواسحق ابراهیم اطفیش